# Bright Future (album)
Bright Future è il sesto album in studio da solista della cantante statunitense Adrianne Lenker, pubblicato nel 2024.

## Tracce
Testi e musiche di Adrianne Lenker.
1. Real House – 5:58
2. Sadness as a Gift – 4:19
3. Fool – 2:54
4. No Machine – 3:00
5. Free Treasure – 3:35
6. Vampire Empire – 3:55
7. Evol – 4:44
8. Candleflame – 2:34
9. Already Lost – 3:27
10. Cell Phone Says – 2:38
11. Donut Seam – 2:25
12. Ruined – 4:32

## Formazione
- Adrianne Lenker – voce (tutte le tracce), chitarra acustica a 12 corde (2), chitarra acustica (3–6, 8–11), chitarra elettrica (3), piano (7, 12)
- Nick Hakim – piano (1–2, 6), voce (2, 4, 6, 11)
- Josefin Runsteen – violino (1–2, 7–8), voce (2, 4, 6–8, 11), percussioni (6)
- Mat Davidson – chitarra elettrica (2), voce (2, 4–6, 8, 11), chitarra acustica (4–5), violino (6), piano (8)
- Philip Weinrobe – piano (3), banjo (9)
- Noah Lenker – percussioni (9)